# أوغو أوغيتي
أوغو أوغيتي (15 يوليو 1871 - 1 يناير 1946) كان صحفيًا ومعلقًا إيطاليًا ومؤلفًا غزير الإنتاج تناول مجموعة واسعة من المواضيع في أعماله الأدبية. تضمنت إنتاجاته الأدبية قصصًا قصيرة وما لا يقل عن سبع روايات. ومع ذلك، ركز بشكل متزايد في العقود الأخيرة من حياته على النقد الفني، وهو المجال الذي يُذكر به بشكل خاص في المصادر العامة. كان أوغيتي يتمتع بإعجاب واسع لإتقانه اللغة، وخاصة الإيطالية، ويُشاد به من قبل معجبيه كأحد أبرز صناع العبارات الموجزة (الأفوريسمات)، حيث أظهر براعة استثنائية في صياغتها.
نُشر بعض من أعماله تحت أسماء مستعارة، وأشهرها كان «كونتي أوتافيو» (الكونت أوكتافيان)، الذي استخدمه بشكل خاص خلال العقد الأول من القرن العشرين.

## السيرة الذاتية

### المنشأ والسنوات الأولى
وُلد أوغو أوغيتي في العاصمة الإيطالية روما. كان والده، رافاييل أوغيتي (1845–1924)، مهندسًا معماريًا ورجلًا ذو ميول سياسية ليبرالية، يتمتع بخلفية ثقافية واسعة جدًا. كما ساهم رافاييل أوغيتي بتقديم تعليقات ونقد في مجالات الهندسة المعمارية والفنون الأخرى. أما والدته، فيرونيكا كاروزي، التي تنحدر من مدينة سبوليتو، فمن المرجح أنها توفيت عندما كان أوغو في سنوات مراهقته. تلقى أوغيتي تعليمه في المدرسة المرموقة «كلية سانت إغناسيو» في روما، ثم واصل دراسته في «جامعة روما سابينزا» في نفس المدينة، حيث نال درجة في القانون عام 1892. إلى جانب إتقانه للغة الإيطالية، كان قد تعلم الإنجليزية والفرنسية، وكان يطمح في بادئ الأمر إلى العمل في السلك الدبلوماسي. إلا أنه وجد نفسه أمام خيارات مهنية متنافسة، فاختار في النهاية الصحافة السياسية والتعليق. في عام 1894، انضم إلى صحيفة «لا تريبونا»، وهي صحيفة يومية مقرها روما تُعرف بتوجهها الليبرالي التقليدي ذي الطابع الوسطي اليساري. بدأ أوغيتي بتقديم أولى مساهماته الصحفية المنتظمة لهذه الصحيفة، لا سيما من مصر، حيث أُوفد في مهمة طويلة لتغطية أعمال التنقيب في الأقصر. كما كتب أيضًا لصحيفة «نوفا راسينا» خلال هذه الفترة المبكرة من مسيرته المهنية.

### الكتاب الأول
صدر أول كتاب لأوغو أوغيتي عام 1895، وأُعيدت طباعته عام 1898، مما أسهم في تقديم أعماله إلى جمهور أوسع وتعريف القراء بكتاباته. حمل الكتاب عنوان «Alla scoperta dei letterati...»، وهو مجموعة من المقالات البيوغرافية التي كُتبت بأسلوب يُحاكي المقابلات الصحفية. مثل هذا النهج أسلوبًا جديدًا وغير مألوف لدى القُراء في ذلك الوقت، حيث اتخذ موقعًا بين العمق النقدي والتحليل الأدبي وبين أسلوب التقارير الصحفية. يُعد هذا الكتاب فرصة قيمة للأجيال اللاحقة لفهم وتحليل الاتجاهات الأدبية التي كانت في طور التشكّل والتطور السريع خلال تلك الفترة التاريخية. في عام 1896، واصل أوغيتي نشاطه من خلال تنظيم مؤتمر في البندقية حمل عنوانًا ملفتًا: «L'avvenire della letteratura in Italia» والذي يعني «مستقبل الأدب في إيطاليا». استغل أوغيتي هذه المناسبة ليطرح رؤية مثالية وشبابية لروح أدبية دولية غير مقيدة بالوطنية الثقافية التي طالما ارتبطت بأفكار مازيني وغاريبالدي وحركة الوحدة الإيطالية (Risorgimento). هذه الحركة، رغم مرور ما يقرب من نصف قرن على تحقيقها، كانت لا تزال تُشكّل أساسًا غنيًا للأفكار والكتابات التي سادت إيطاليا في أواخر القرن التاسع عشر. أثار المؤتمر وما تضمنه من أفكار وطروحات قدمها أوغيتي جدلًا واسعًا ونقاشات بين الأوساط الفكرية والأدبية في إيطاليا.

### المعلق الصحفي
خلال السنوات الخمس الأخيرة من القرن التاسع عشر، أصبحت مقالات أوغيتي متاحة على نطاق واسع مما ساهم في جذب جمهور عريض من القراء. بين عامي 1896 و1899، كان يكتب لصالح مجلة Il Marzocco الأسبوعية التي أُصدرت في فلورنسا، عاصمة إيطاليا السابقة، وكانت تركز على الأدب والفنون، بالإضافة إلى التطورات في مجالات الاجتماع والسياسة. كما كانت مساهماته تظهر في عدة صحف أخرى، مثل «Il Giornale di Roma»، وصحيفة الأحد الأدبية والسياسية «Fanfulla della Domenica» الأدبية والسياسية، وكذلك «لا ستامبا» اليومية الصادرة في تورين، إحدى العواصم السابقة للبلاد.
من المؤكد تقريبًا أن أهم تعاون صحفي له كان مع صحيفة «Corriere della Sera» التي تصدر في ميلانو، وهي صحيفة يومية تتمتع بتوزيع واسع في جميع أنحاء إيطاليا، بدأ أوغيتي الكتابة لها في عام 1898، واستمر في هذا التعاون طوال حياته. كما شغل منصب المدير العام لهذ الصحيفة المؤثرة لمدة عشرين شهرًا بين عامي 1926 و1927.
خلال أوائل القرن العشرين، كان أوغيتي يقيم في الخارج معظم الوقت. ففي عامي 1901 و1902، غطى الأحداث في باريس لصالح صحيفة «Giornale d'Italia» اليومية التي تصدر في روما. كما قضى بين عامي 1900 و1905 حوالي ستة أشهر من كل سنة في باريس أو لندن. بين عامي 1904 و1909، عمل مع المجلة الإخبارية الأسبوعية «L'Illustrazione Italiana»، حيث خُصص له عمودًا في المجلة بشكل منتظم بعنوان «Accanto alla vita» (الذي يُترجم تقريبيًا إلى «على هامش الحياة»). كانت الأعمدة تُنسب إلى كاتب خيالي لم يكن يخفي هويته بشكل كبير وكان يسمى «Conte Ottavio» وتمكن أوغيتي من زيادة شهرة العمود بين القراء، حتى قام بتغيير اسمه لاحقًا إلى «I capricci del conte Ottavio» (أي «نزوات الكونت أوتافيو»). كما كتب بعض المسرحيات، لكنها فشلت في جذب الجمهور المسرحي.